# Bołtutino (rejon glinkowski)
Bołtutino (ros. Болтутино) – wieś (ros. деревня, trb. dieriewnia) w zachodniej Rosji, centrum administracyjne osiedla wiejskiego Bołtutinskoje rejonu glinkowskiego w obwodzie smoleńskim.

## Geografia
Miejscowość położona jest nad rzeką Wołosć (lewy dopływ Dniepru), przy drodze regionalnej 66K-14 (Jelnia – Poczinok), 31,5 km od drogi federalnej R120 (Orzeł – Briańsk – Smoleńsk – Witebsk), 13 km od centrum administracyjnego rejonu (Glinka), 57 km od stolicy obwodu (Smoleńsk).
W granicach miejscowości znajdują się ulice: Centralnaja, Eniergietikow, Gorodczanskaja, Mołodiożnaja, Polewaja, Promyszlennaja, Zariecznaja.

## Historia
Przed 2010 rokiem dieriewnia nazywała się Bałtutino-1. Jej nowa nazwa jest wynikiem zespolenia z miejscowością po drugiej stronie rzeki Wołosć – Bałtutino-2.

## Demografia
W 2010 r. miejscowość liczyła sobie 408 mieszkańców. W roku 2007 jeszcze jako Bałtutino-1 (przed połączeniem) posiadała 238 mieszkańców, a Bałtutino-2 – 222.